# Aus-Rotten
Gli Aus-Rotten furono un gruppo Crust punk che venne formato all'inizio degli anni novanta a Pittsburgh, Pennsylvania. Il loro stile combinava la cruda secchezza dell'Anarcho punk dei primi ottanta con un nuovo e più pesante sound. La maggior parte delle loro canzoni andava contro il governo, il capitalismo, il sessismo, la pena capitale, la religione ed altre tematiche sociali controverse.
La band è forse famosa, non per la sua originalità musicale, ma più per i suoi testi nichilisti e iconoclasti (ad esempio People Are Not Expendable, Government Is e As Long As Flags Fly Above Us, No One's Really Free) e per i loro inni anti-fascisti.
Gli Aus-Rotten si sciolsero all'inizio del 2001. I componenti della band andarono a formare gruppi come i Caustic Christ ed i Behind Enemy Lines.

## Formazione

### Ultima
- Dave Trenga - voce
- Adrienne Droogas - voce
- Eric Good - chitarra, voce
- Bill Chamberlain - chitarra
- Corey Lyons - basso
- Matt Garabedian - batteria

### Ex componenti
- Ajax - chitarra
- Richie Carramadre - batteria
- Doug Weaver - batteria
- Pat Crawford - batteria
- Tim Williams - batteria

## Discografia

### Album studio
- 1996 - The System Works for Them
- 1999 - ...And Now Back to Our Programming
- 2001 - The Rotten Agenda

### EP
- 1993 - Anti-Imperialist E.P.
- 1994 - Fuck Nazi Sympathy
- 1994   - Aus-Rotten/Naked Aggression – Split EP

### Raccolte
- 1997 - Not One Single Fucking Hit Discography

### Demo
- 1992 - We Are Denied... They Deny It (demo)